# Davidiella (halfvleugeligen)
Davidiella is een geslacht van halfvleugeligen (Hemiptera) uit de familie witte vliegen (Aleyrodidae), onderfamilie Aleyrodinae.
De wetenschappelijke naam van dit geslacht is voor het eerst geldig gepubliceerd door Dubey & Sundararaj in 2005. De typesoort is Davidiella cinnamomi.

## Soort
Davidiella omvat de volgende soort:
- Davidiella cinnamomi Dubey & Sundararaj, 2005